# 林一平
林一平（英語：Jason Yi-Bing Lin，1961年10月26日—），臺灣電腦科學家。曾為國立交通大學資訊工程學系教授、國立交通大學副校長、中華民國科技部政務次長、代理部長。

## 學經歷
林一平於1983年取得國立成功大學電機工程學士，1990年取得華盛頓大學電腦科學博士。獲得博士後曾在貝爾通訊研究公司任職，1995年起在國立交通大學資訊工程學系任教至今，並曾經擔任該校資訊工程系系主任、研發長、資訊學院院長、副校長等職務，2014年3月起至2016年5月間擔任中華民國科技部政務次長。2019年起合聘於College of AI, NCTU,並擔任華邦電子講座(Winbond Chair Professor)。

## 研究
林一平的研究領域為物聯網（Internet of Things）、行動計算（Mobile Computing）、系統模擬（System Simulation）。他發展一套物聯網系統，稱為IoTtalk。這套系統被廣泛應用，發展智慧農業 AgriTalk、智慧教育 EduTalk、智慧校園 CampusTalk 等。

## 私人生活
林一平的興趣多元，喜歡與學生互動分享生活經驗，被學生稱為多才多藝的老師，特別在繪畫方面有相當的造詣。林教授據其通識教育經驗，出版《大橋驟雨》一書，2017年由九歌出版社印行，歸類為現代文學。書中〈拍松的禪學〉(第171-175頁)一文闡述電腦程式語言的禪學意義，提升資訊科學與人文的融合。2017年中央廣播電臺評論本書: 「林一平教授淺顯易懂的文字，讓藝術從暗黑且難以理解的墓穴中破土，折射出歷久彌新的璀璨光芒，是所有想陶冶美的素養的人，必讀的入門通識讀本。」2019年由九歌出版社印行《行星組曲》一書，歸類為現代文學。九歌出版社評論本書: 「...信步穿梭在科技與藝術，讓美學不再深奧難解，人人得以聆賞和禮讚藝術，思索生命與真理...以條理分明、深入淺出的筆法，探討藝術美學、歷史與科技。」2021年再由九歌出版社印行《說話的城市》一書，以淺顯易懂的方式，探究藝術美學、城市印象、歷史和地理、人文與科技。

## 爭議事件
曾與網路名人(後成為知名媒體人)的宅神朱學恒在網路上就交大學生創辦的網路相簿網站「無名小站」，是否不當利用國家的學術資源營利一事在網路上論戰。
雙方一來一往，交鋒點從最初的公平正義問題的論戰，延伸到雙方的知名度及文學素養等方面的私領域問題。

## 外部連結
- 林一平個人網頁 （页面存档备份，存于）
- 國立交通大學資訊工程學系介紹林一平網頁 （页面存档备份，存于）
- 中華民國科技部介紹林一平網頁

| 中華民國政府職務 | 中華民國政府職務                             | 中華民國政府職務 |
| ---------------- | -------------------------------------------- | ---------------- |
| 行政院           |                                              |                  |
| 前任： 張善政    | 科技部部長 代理 2014年12月8日－2015年1月24日 | 繼任： 徐爵民    |